# ACLEFEU
ACLEFEU (pour Association collectif liberté, égalité, fraternité, ensemble, unis) est une association française créée à Clichy-sous-Bois au lendemain des émeutes de 2005 dans les banlieues françaises. L’association a pour objectif d'établir un dialogue entre les habitants de banlieues et les institutions.

## Actions

### «Cahiers de doléances»
Le collectif revendique le plus grand sondage qualitatif en France — 20 000 contributions dans plus de 120 villes — sous forme de cahiers de doléances. Une synthèse est remise à l'assemblée nationale en mémoire de la mort de Zyed Benna et Bouna Traoré.

### Auprès des partis politiques
À l'occasion de l'élection présidentielle française de 2007, le Parti socialiste, la Ligue communiste révolutionnaire, le Parti communiste français, Les Verts, Cap21 et Lutte ouvrière, reçoivent et signent le « contrat social et citoyen » du collectif, largement rédigé à partir des cahiers de doléances. Le candidat vainqueur ne semble pas avoir signé le contrat.
En octobre 2008, le collectif organise une réunion à l'assemblée nationale à laquelle participent Élisabeth Guigou, George Pau-Langevin, Sandrine Mazetier, Daniel Goldberg et Jean-Yves Le Bouillonnec ; cinq députés socialistes.

## Transformation en mouvement politique
En janvier 2008, Mohamed Mechmache, président d'ACLEFEU et candidat à Noisy-le-Sec, annonce la création du mouvement Affirmation : 

« Ce mouvement est créé pour les municipales. Les partis auxquels certains avaient adhéré ont fait des promesses qui n’ont jamais été tenues. Ce nom, ça veut dire qu’on s’affirme et qu’on n’a besoin de personne d’autre pour transmettre nos idées. »

## Critiques
Le mouvement est créé à la suite des révoltes des banlieues de 2005, or certains voient dans ACLEFEU un prolongement institutionnel ayant pour fonction d'éteindre le potentiel subversif du mouvement des banlieues et du même coup de réduire sa portée émancipatrice. Le monde de l'antiracisme critique assez largement ses accointances avec le Parti socialiste et son rôle de « noirs et d'arabes de services ».

## Publication
- Association Collectif Liberté, Égalité, Fraternité, Ensemble, Unis, Le Réveil des oubliés [le manifeste d'ACLEFEU], Paris Scali 2007  (ISBN 978-2-35012-109-3)